# Jean Séphériades
Jean Séphériades (Parigi, 2 gennaio 1922 – Courbevoie, 22 agosto 2001) è stato un canottiere francese.

## Biografia
Studiò all'École Supérieure de Commerce di Parigi. 
Durante la Seconda guerra mondiale, si arruolò nella 2ª divisione corazzata e fece la campagna tedesca come comandante di carri armati. È stato insignito della Croix de guerre 1939-1945.
Gareggiò per la Société Nautique de la Basse Seine, di Courbevoie. Fu campione di Francia dal 1942 al 1947 nel singolo. Nel 1945 fu campione nel doppio con André Giriat.
Nel 1946 divenne il primo vincitore francese della Diamond Challenge Sculls alla Henley Royal Regatta battendo in finale John B. Kelly Jr.. 
Agli europei di Lucerna 1947 divenne campione continentale nel singolo, precedendo sul podio il belga Ben Piessens e lo svizzero Hansjakob Keller.
Rappresentò la Francia ai Giochi olimpici estivi di Londra 1948 in cui fu designato alfiere della delegazione e raggiunse la semifinale nel singolo.
Morì a Courbevoie all'età di 79 anni.

## Palmarès
- Europei

Lucerna 1947: oro nel singolo;